# Athletissima 2014
Athletissima 2014 – mityng lekkoatletyczny, który odbył się 3 lipca w Lozannie. Zawody były siódmą odsłoną prestiżowej Diamentowej Ligi w sezonie 2014.

## Wstępny program zawodów

### Mężczyźni
| Konkurencja:                  | 1. miejsce              | Rezultat   | 2. miejsce                | Rezultat | 3. miejsce          | Rezultat |
| Bieg na 200 m                 | Alonso Edward           | 19,84 SB   | Nickel Ashmeade           | 20,06    | Christophe Lemaitre | 20,11 SB |
| Bieg na 400 m                 | Kirani James            | 43,74      | LaShawn Merritt           | 43,92 SB | Youssef Masrahi     | 44,43 AR |
| Bieg na 1500 m                | Ronald Kwemoi           | 3:31,48 PB | Silas Kiplagat            | 3:31,81  | James Magut         | 3:31,91  |
| Bieg na 3000 m z przeszkodami | Jairus Kipchoge         | 8:03,34    | Conseslus Kipruto         | 8:11,93  | Jonathan Muia Ndiku | 8:12,95  |
| Bieg na 110 m przez płotki    | Pascal Martinot-Lagarde | 13,06 PB   | Siergiej Szubienkow       | 13,13 SB | Andrew Riley        | 13,23 SB |
| Bieg na 400 m przez płotki    | Javier Culson           | 48,32      | Michael Tinsley           | 48,40 SB | Cornel Fredericks   | 49,00    |
| Skok wzwyż                    | Bohdan Bondarenko       | 2,40       | Andrij Procenko           | 2,40 PB  | Iwan Uchow          | 2,38     |
| Skok o tyczce                 | Renaud Lavillenie       | 5,87       | Thiago Braz               | 5,72     | Kévin Menaldo       | 5,62     |
| Skok w dal                    | Jeff Henderson          | 8,31       | Greg Rutherford           | 8,19     | Li Jinzhe           | 8,10     |
| Rzut dyskiem                  | Piotr Małachowski       | 66,63      | Jorge Fernández Hernández | 66,50 PB | Gerd Kanter         | 64,91 SB |

### Kobiety
| Konkurencja:   | 1. miejsce        | Rezultat   | 2. miejsce             | Rezultat | 3. miejsce       | Rezultat   |
| Bieg na 100 m  | Michelle-Lee Ahye | 10,98      | Murielle Ahouré        | 10,98 SB | English Gardner  | 11,19      |
| Bieg na 800 m  | Eunice Sum        | 1:58,48 SB | Jekatierina Poistogowa | 1:58,79  | Tigst Assefa     | 1:59,24 PB |
| Bieg na 3000 m | Mercy Cherono     | 8:50,24    | Genzebe Dibaba         | 8:50,81  | Viola Kibiwot    | 8:52,03    |
| Trójskok       | Caterine Ibargüen | 14,87 WL   | Jekatierina Koniewa    | 14,67    | Patrícia Mamona  | 14,49      |
| Pchnięcie kulą | Valerie Adams     | 20,42      | Gong Lijiao            | 19,65 SB | Michelle Carter  | 19,38      |
| Rzut oszczepem | Barbora Špotáková | 66,72 SB   | Martina Ratej          | 64,63    | Kimberley Mickle | 64,20      |

## Rekordy
Podczas mityngu ustanowiono 1 krajowy rekord w kategorii seniorów:
| Zawodnik        | Reprezentacja    | Konkurencja        | Rezultat |
| --------------- | ---------------- | ------------------ | -------- |
| Youssef Masrahi | Arabia Saudyjska | bieg na 400 metrów | 44,38    |